# Relativna dielektrična permitivnost
| Materijal                | εr                                                                           |
| Vakuum                   | 1 (dielektrična permitivnost vakuuma)                                        |
| Zrak                     | 1,000 589 86 ± 0,000 000 50 (kod standardnog tlaka i temperature i 0,9 MHz), |
| PTFE/Teflon              | 2,1                                                                          |
| Polietilen/XLPE          | 2,25                                                                         |
| Poliimid                 | 3,4                                                                          |
| Polipropilen             | 2,2 – 2,36                                                                   |
| Polistiren               | 2,4 – 2,7                                                                    |
| Ugljikov disulfid        | 2,6                                                                          |
| Milar                    | 3,1                                                                          |
| Papir                    | 3,85                                                                         |
| Elektroactivni polimeri  | 2 – 12                                                                       |
| Tinjac ili liskun        | 3 - 6                                                                        |
| Silicijev dioksid        | 3,9                                                                          |
| Safir                    | 8,9 – 11,1 (anizotropni)                                                     |
| Beton                    | 4,5                                                                          |
| Pyrex (staklo)           | 4,7 (3,7 – 10)                                                               |
| Neopren                  | 6,7                                                                          |
| Guma                     | 7                                                                            |
| Dijamant                 | 5,5 – 10                                                                     |
| Soli                     | 3 – 15                                                                       |
| Grafit                   | 10 – 15                                                                      |
| Silicij                  | 11,68                                                                        |
| Silicijev nitrid         | 7 - 8 (polikristalni, 1 MHz)                                                 |
| Amonijak                 | 26, 22, 20, 17 (−80, −40, 0, 20 °C)                                          |
| Metanol                  | 30                                                                           |
| Etilen-glikol            | 37                                                                           |
| Furfural                 | 42                                                                           |
| Glicerol                 | 41,2, 47, 42,5 (0, 20, 25 °C)                                                |
| Voda                     | 88, 80,1, 55,3, 34,5 (0, 20, 100, 200 °C) za vidljivu svjetlost: 1,77        |
| Fluorovodična kiselina   | 83,6 (0 °C)                                                                  |
| Formamid                 | 84 (20 °C)                                                                   |
| Sumporna kiselina        | 84 – 100 (20 – 25 °C)                                                        |
| Vodikov peroksid         | 128 tekući–60 (−30 – 25 °C)                                                  |
| Cijanovodična kiselina   | 158 – 2,3 (0 – 21 °C)                                                        |
| Titanijev dioksid        | 86–173                                                                       |
| Stroncijev titanat       | 310                                                                          |
| Barij-stroncij titanat   | 500                                                                          |
| Barijev titanat          | 1200–10,000 (20–120 °C)                                                      |
| Olovo-cirkonijev titanat | 500 – 6 000                                                                  |
| Konjugirani polimeri     | 1,8 – 6 pa sve do 100 000                                                    |
| Kalcij-bakar titanat     | > 250 000                                                                    |

Relativna dielektrična permitivnost ili relativna dielektričnost (oznaka εr) je fizikalna veličina koja opisuje električnu propusnost tvari u odnosu na dielekričnu permitivnost vakuuma; količnik je dielektrične permitivnosti tvari ε i dielektrične permitivnosti vakuuma ε0, to jest:
{\displaystyle \varepsilon _{r}={\frac {\varepsilon }{\varepsilon _{0}}}}
Mjerna je jedinica relativne dielektrične permitivnosti broj jedan. Relativna dielektrična permitivnost opisuje i koliko je puta veći električni kapacitet nekoga električnoga kondenzatora ako se između njegovih elektroda umjesto vakuuma nalazi određeni dielektrik; u Coulombovu zakonu opisuje koliko je puta manja sila između točkastih električnih naboja ako se između njih umjesto vakuuma nalazi dielektrik.
Relativna je dielektrična permitivnost vakuuma 1, zraka 1,00594, tinjca 4 do 8, stakla 5 do 10, acetona 21, fluorovodične kiseline 84,6, stroncijeva titanata 310. Tvari izrazito polarnih molekula, to jest molekula koje imaju trajni električni dipolni moment (dipol), obično imaju velike relativne dielektrične permitivnosti. Relativna dielektrična permitivnost nekih tvari ovisi o temperaturi, na primjer na temperaturi od 0 °C relativna je dielektrična permitivnost vode 88, na temperaturi od 50 °C je 70, a na temperaturi od 100 °C iznosi 56. Samo za neke materijale, na primjer barijev titanat (BaTiO3), relativna je dielektrična permitivnost na temperaturi između 20 i 120 °C znatno veća, od 1 250 do 10 000. Relativna dielektrična permitivnost nekih tvari ovisi o frekvenciji vanjskog električnog polja.

## Coulombov zakon
Coulombov zakon je jedan od osnovnih zakona elektrostatike koji je 1785. utvrdio Charles-Augustin de Coulomb: "električna sila F između dvaju električki nabijenih točkastih tijela (odbojna ili privlačna, ovisno o tome jesu li tijela jednakih ili suprotnih električnih naboja) razmjerna je količinama električnoga naboja q a obrnuto razmjerna kvadratu udaljenosti r između tijela" (napomena: vrijedi samo u vakuumu):
{\displaystyle F={\frac {1}{4\cdot \pi \cdot \varepsilon _{0}}}\cdot {\frac {q_{1}\cdot q_{2}}{r^{2}}}}
gdje je: ε0 - dielektrična permitivnost vakuuma. Sila je najjača u vakuumu, a slabija u svim drugim sredstvima:
{\displaystyle F={\frac {1}{4\cdot \pi \cdot \varepsilon }}\cdot {\frac {q_{1}\cdot q_{2}}{r^{2}}}={\frac {1}{\varepsilon _{r}}}\cdot {\frac {1}{4\cdot \pi \cdot \varepsilon _{0}}}\cdot {\frac {q_{1}\cdot q_{2}}{r^{2}}}}
gdje je: εr - relativna dielektrična permitivnost nekog sredstva ili tvari, ε - dielektrična permitivnost (ili samo permitivnosti) tvari.